# Молодіжна збірна Гаяни з футболу
Молодіжна збірна Гаяни з футболу — національна молодіжна футбольна збірна Гаяни, що складається із гравців віком до 20 років. Вважається основним джерелом кадрів для підсилення складу основної збірної Гаяни.
Команда має право участі у молодіжних чемпіонатах світу та молодіжних чемпіонатах КОНКАКАФ, а також може брати участь у товариських і регіональних змаганнях.